# Ken Kesey

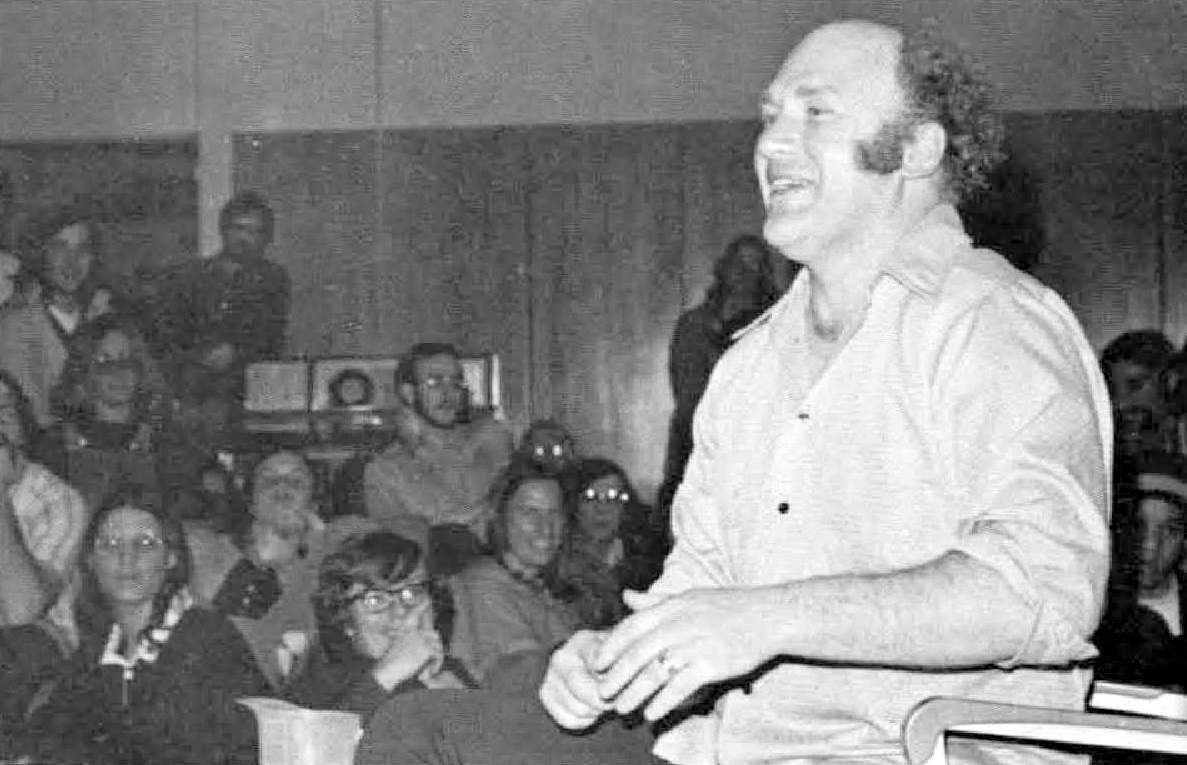
Ken Kesey in 1974

Ken Kesey (La Junta (Colorado), 17 september 1935 – Eugene (Oregon), 10 november 2001) was een Amerikaans schrijver die een prominente rol speelde in het ontstaan van de tegencultuur in de jaren 50 en 60 in de Verenigde Staten.
Kesey had de typische jeugd van de model-Amerikaan: hij genoot een christelijke opvoeding, deed het goed op school, met worstelen en had een schitterende universitaire carrière in het vooruitzicht. Hij ging inderdaad naar de Stanford-universiteit, waar hij een ervaring onderging die zijn leven ingrijpend zou veranderen. Om geld te verdienen deed hij mee aan een onderzoek van de faculteit Psychologie waarbij de effecten van het gebruik van drugs (onder andere lsd en mescaline) getest werden. Drugs zouden een terugkerend verschijnsel worden in Keseys leven en hij besloot schrijver te worden. Om aan de kost te komen werd hij zaalknecht van een psychiatrische afdeling in een lokaal ziekenhuis, wat hem inspiratie opleverde voor zijn eerste roman One Flew Over the Cuckoo's Nest (1962).
Voor het schrijven van zijn tweede boek verhuisde Kesey naar La Honda in Californië. Hier schreef hij Sometimes a Great Notion (1964), een roman over de tegenstelling tussen het typische individualisme van de Amerikaanse westkust en het intellectualisme van de oostkust. Dat Kesey zich tot het eerste aangetrokken voelde bleek uit de feesten die hij gaf. Die hadden een zeer eigen karakter met psychedelische effecten zoals lichtshows, fluorescerende verf en het gebruik van lsd. Ironisch genoeg noemde Kesey deze feesten dan ook Acid Tests. Een groep die regelmatig optrad was The Warlocks. Deze zou later grote bekendheid krijgen als The Grateful Dead.
In 1964 organiseerden Kesey en zijn vrienden - die zich de Merry Pranksters noemden - een reis naar New York die beroemd zou worden. Neal Cassady en Kesey zaten beurtelings achter het stuur van een bus die bizar was uitgedost en die op de vreemdste plaatsen belandde. De bus werd symbolisch voor de nieuwe tegencultuur in Amerika. De bus met de naam 'Furthur' en zijn typische Merry Prankster-kunstuitingen werd het symbool van de vernieuwing en van het anders-zijn dan de "rest": "Are you on or off the bus?" werd de slogan. Grote delen van de reis werden vastgelegd op film, die later weer werd gebruikt bij door Kesey georganiseerde feesten. In New York leerde Kesey andere kopstukken van de Beat Generation kennen: Jack Kerouac, Allen Ginsberg en Timothy Leary.
Intussen hadden de autoriteiten ook hun oog laten vallen op de vertegenwoordigers van de 'nieuwe tijd' en Kesey werd gearresteerd voor het gebruik van marihuana. Na zijn ontslag uit de gevangenis vertrok Kesey naar Pleasant Hill (Oregon) om zich aan zijn gezin te wijden. Pas in 1992 verscheen zijn derde roman Sailor Song, hoewel hij wel kleiner werk gepubliceerd had.
In 2001 overleed Kesey op 66-jarige leeftijd aan de gevolgen van leverkanker.

## Werk
- One Flew Over the Cuckoo's Nest (1962)
- Sometimes a Great Notion (1964)
- Kesey's Garage Sale (1972)
- Demon Box (1986)
- Caverns (1990)
- The Further Inquiry (1990)
- Sailor Song (1992)
- Little Tricker the Squirrel Meets Big Double the Bear (1992)
- Last Go Round (1994)
- The Sea Lion: A Story of the Sea Cliff People (1995)
- Twister (1999)

- Bibsys: 90096570
- Biblioteca Nacional de España: XX823771
- Bibliothèque nationale de France: cb11909664x (data)
- CiNii: DA01238620
- Gemeinsame Normdatei: 118777092
- International Standard Name Identifier: 0000 0000 8173 8365
- Library of Congress Control Number: n50044585
- Nationale Bibliotheek van Letland: 000010605
- MusicBrainz: 7974c3f4-0605-4288-b6f7-1ccae5ec397b
- Bibliotheek van het Japanse parlement: 00445548
- Nationale Bibliotheek van Tsjechië: jo20010087027
- Nationale bibliotheek van Australië: 35268366
- Nationale Bibliotheek van Israël: 987007473012005171
- Nationale Bibliotheek van Polen: a0000001179922
- Nationale en Universitaire bibliotheek Zagreb: 000095890
- Nederlandse Thesaurus van Auteursnamen: 069902690
- Réseau des bibliothèques de Suisse occidentale: 02-A003451003
- LIBRIS: 193386
- SNAC: w6ft8qwh
- Système universitaire de documentation: 026948494
- Trove: 890252
- Virtual International Authority File: 108853111
- WorldCat: E39PBJy8rB9R8jTKfckmRXR9Xd